# ティン湖
ティン湖（ティンこ、ノルウェー語: Tinnsjå、英語: Lake Tinn）は、ノルウェーの湖。欧州で第3位、世界で第23位の最大水深を有する湖である。

## 地勢

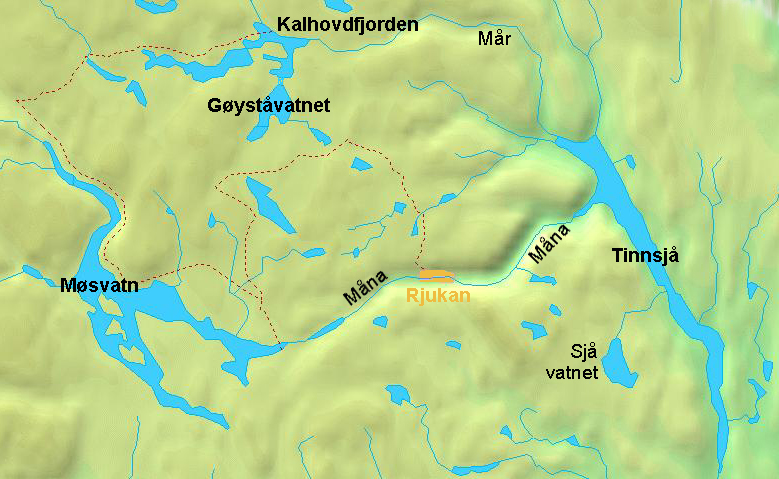
ティン湖の流入河川とリューカンの周辺。

テレマルク県の基礎自治体であるティンとノトデンとにまたがるティン湖は、南北に長細い湖形をもつ。全長は35km、幅は0.4〜2.4kmで、およそ10km3の水を貯めることができる。西側からMåna川がメース湖からリューカンを経由して流れ込み、北側はMår湖、Gøystavatn湖、Kalhovdfjorden湖からMår川を経由して流れ込む。ティン湖はシーエン水系の一部で、南側のTinnelva川を経由しヘッダール湖へ注ぐ。

## 歴史

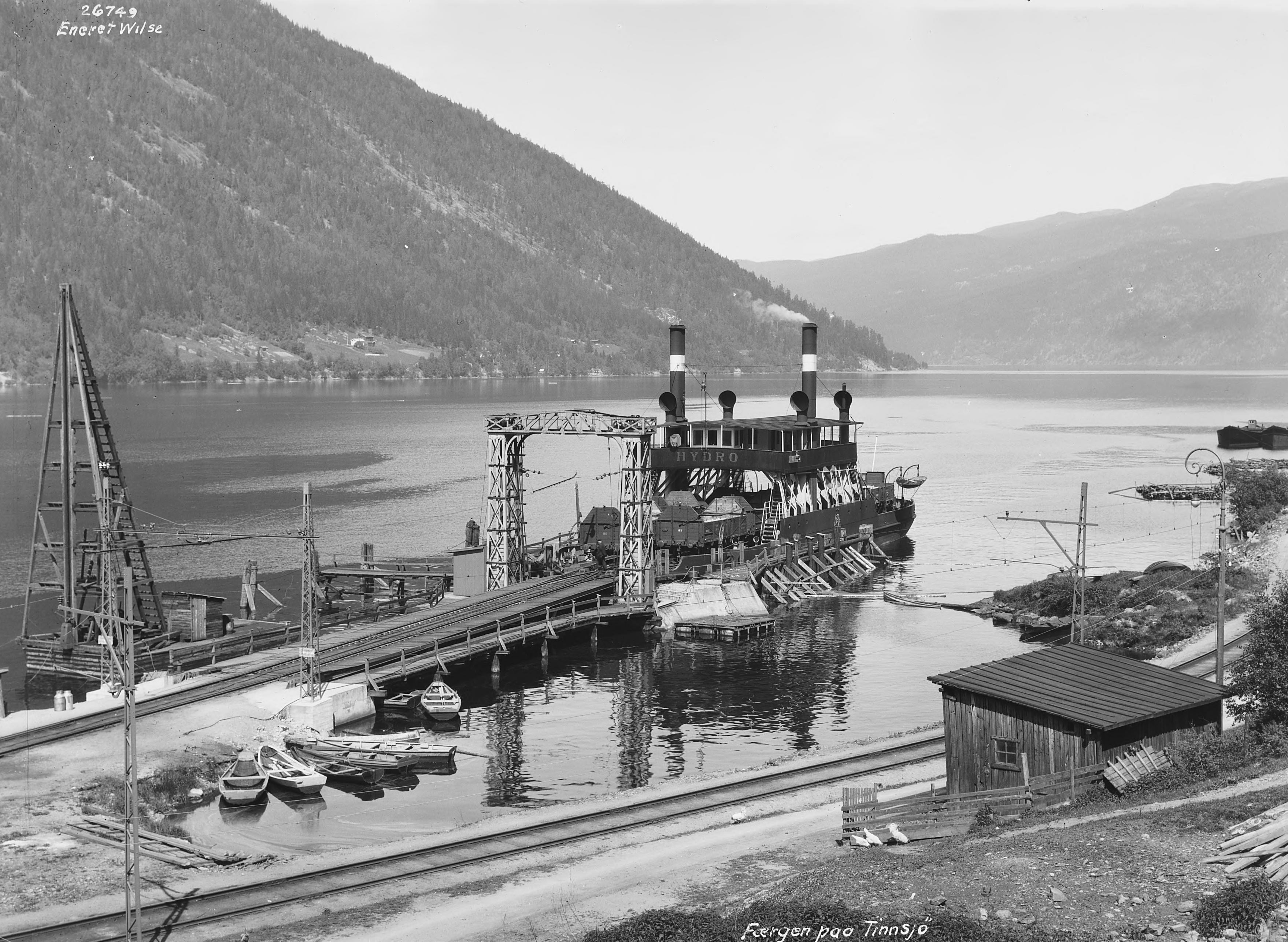
ティン湖で停泊するハイドロ号

ナチス・ドイツ占領下の1944年、ノルウェーの抵抗活動に伴って、鉄道連絡船「ハイドロ」がティン湖に沈められた。ドイツは核兵器開発に利用できる重水の大量輸送のためにこの鉄道連絡船を利用していた。重水はノルスク・ハイドロ社がリューカンのヴェモルクに設置した工場で生産したものだった。
船体は1993年に発見された。2004年に調査が行われ、復元した重水のサンプルから重水素の同位体濃縮を確認した。アメリカの科学番組「Nova」で調査の様子が特集された。また、2018年のナショナル ジオグラフィックのドキュメンタリー番組『仰天!海の底まる見え検証』では「ナチスの秘密兵器」と題して、ティン湖の水を抜いたらどのようになるかをCGで再現する回がある。
2004年、重水工場破壊工作のドキュメンタリーの撮影スタッフは、水深430mの湖底付近を泳ぐ珍しい魚に気づいた。2005年4月には、未知の魚の標本が2点捕獲された。分析の結果、この魚はホッキョクイワナの近縁であることが分かった。淡色・半透明のこの魚は最大15cmほどで、鰾を持たない。

## 産業
20世紀初頭、ティン湖周辺は豊富な水資源を利用した水力発電を背景に産業的発展を遂げ、北ヨーロッパの第二次産業革命に貢献した。ティン湖を含む周辺流域の工場関係施設群はリューカン＝ノトデンの産業遺産として世界遺産に登録されている。ティン湖はリューカン線とティノセット線とを連絡する鉄道フェリー（鉄道連絡船）として連結点の役割を果たし、97件の構成資産のうち、水運関連物件を中心に約20件の文化遺産がティン湖から登録されている。

## 文化
世界で最も過酷なトライアスロン大会の一つと言われるノースマンは、ティン湖がバイク種目の到着点（トランジション）である。参加者は引き続きティン湖から、1883m高いゴールまで42.195kmのマラソンを行う。大会は毎年夏に開催される。